# Najpiękniejsza podróż
Najpiękniejsza podróż – piąty studyjny i siódmy w dorobku album grupy muzycznej U Studni wydany w 2023 roku nakładem wydawnictwa Dalmafon. Album został nagrany w eNStudios w Poznaniu. Słowa użyte w utworach są autorstwa Krzysztofa Cezarego Buszmana, natomiast muzykę skomponował Dariusz Czarny. Jest to druga studyjna płyta zespołu z wierszami  Buszmana i w nowym składzie z Joanną Radzik i Robertem Jaskulskim.

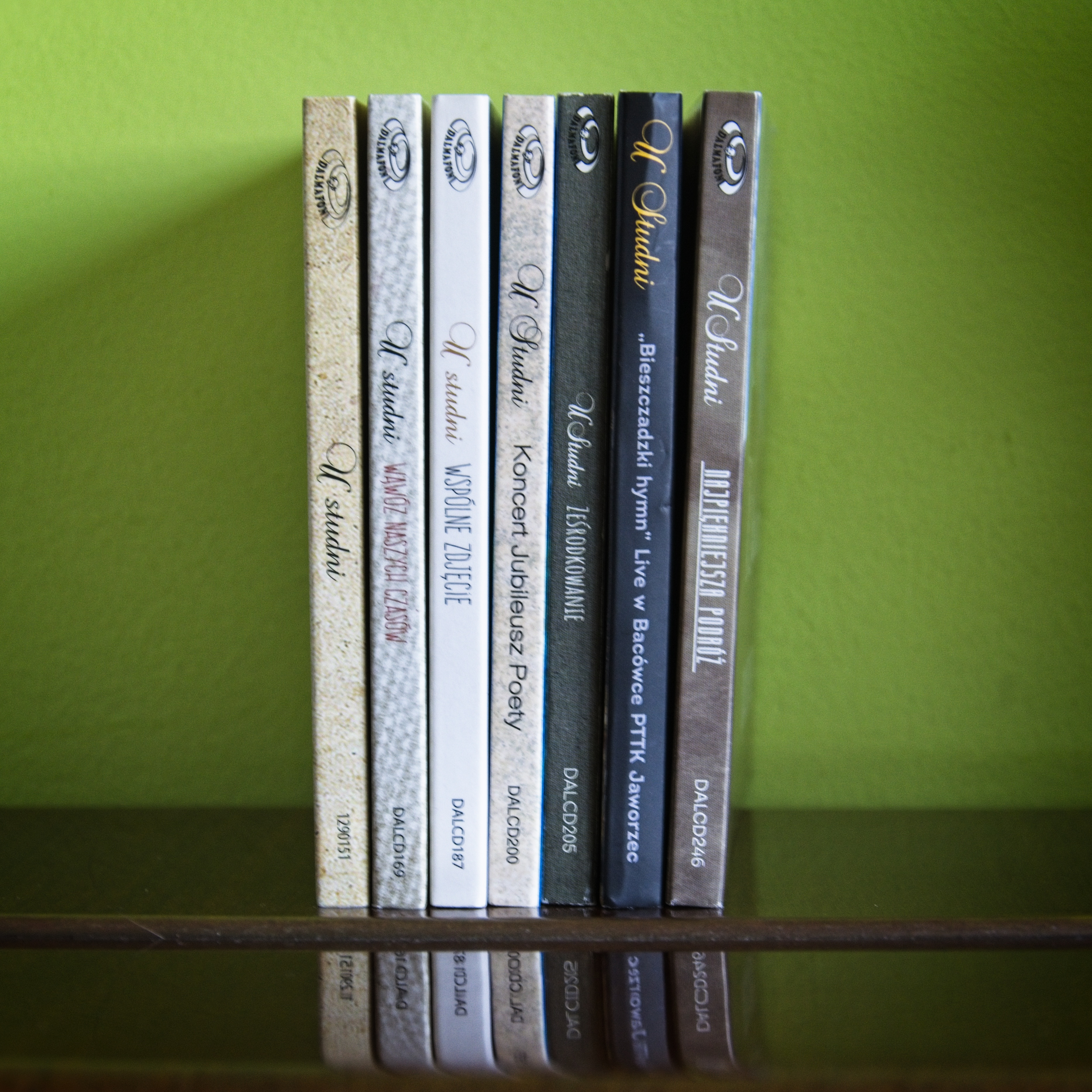
Pełna dyskografia zespołu w roku 2023. Album Najpiękniejsza podróż pierwszy po prawej

W celu sfinansowania nagrania zespół po raz pierwszy wykorzystał platformę finansowania społecznościowego zrzutka.pl. Oficjalna premiera płyty odbyła się na 13. edycji festiwalu „Strojne w biel” czyli Zima z Bazuną w Lublinie, dnia 4 marca 2023 roku.
Mottem wydania i zarazem źródłem tytułu albumu jest fragment wiersza otwierającego, zatytułowanego Najdłuższa podróż do najbliższego człowieka autorstwa Krzysztofa Buszmana:
Najpiękniejsza podróż,
Jaka może nas czekać,
To podróż na przeciw
Drugiego człowieka!

## Twórcy
- Aleksandra Kiełb-Szawuła – śpiew
- Joanna Radzik – skrzypce
- Dariusz Czarny – śpiew, gitary
- Robert Jaskulski – gitara basowa
- Ryszard Żarowski – śpiew, gitary[3]

## Lista utworów
1. Najdłuższa podróż do najbliższego człowieka
2. Przewodnik po chmurach
3. Widzę
4. Zrozumieć to chciej
5. Bo ja wolę…
6. Zegary i zegarki
7. Należyte życie
8. Nie jest łatwo żyć lekko
9. Docierpieć swój żal
10. Moje cierpienie
11. Poniewierka uczuć
12. Wypijmy za…
13. Modlitwa domodlona[5]